# Wainikoroiluva River
Wainikoroiluva River är ett vattendrag i Fiji.   Det ligger i divisionen Centrala divisionen, i den centrala delen av landet, 40 km väster om huvudstaden Suva. Wainikoroiluva River ligger på ön Viti Levu.